# 交響曲第3番 (マーラー)
交響曲第3番ニ短調（こうきょうきょくだい3ばんニたんちょう）は、グスタフ・マーラーが1895年から1896年にかけて作曲した交響曲。全6楽章からなり、第4楽章にアルト独唱、第5楽章にアルト独唱と児童合唱、女声合唱を導入している。演奏時間は約100分。マーラーの交響曲としても、また通常の演奏会で採り上げられる交響曲としても、最長の曲として、かつては「世界最長の交響曲」としてギネスブックに掲載されていた。
作曲時にマーラーは全曲及び各楽章ごとにも標題を付していたが、出版時にこれらをすべて削除している。交響曲全体の標題は、初期には「幸福な生活－夏の夜の夢」、その後「楽しい学問－夏の朝の夢」、「夏の真昼の夢」などと変遷している。各楽章に付けられていた標題（後述）も含めて、これらは作曲と平行して考えられていたものであり、音楽の内容と深く結びついている。したがって、演奏や録音の際の解説では作品理解の助けとして各楽章の標題が紹介されることが多く、交響曲の副題として「夏の交響曲」あるいは「夏の朝の夢」などとするものも一部にある。
もともと7楽章構成で構想されたが、最後の楽章は分離されて交響曲第4番の第4楽章となった。このため、第3交響曲の第5楽章と第4交響曲の第4楽章には同じ旋律素材が見られるなど、ふたつの作品には音楽的に関連がある。また、交響曲第2番も含めて、声楽の歌詞に歌曲『少年の魔法の角笛』を用いていることから、これらを「角笛三部作」と括ることがある。

## 作曲の経緯

### ハンブルク時代
マーラーは、1891年3月26日にハンブルク市立劇場の指揮者に就任すると、1893年からザルツブルクの東方50kmにあるアッター湖畔のシュタインバッハで夏の休暇を過ごすようになった。シュタインバッハには、妹のユスティーネや友人でヴィオラ奏者のナタリーエ・バウアー＝レヒナーをしばしば伴っている。1894年にはこの地に作曲小屋を建て、6月から8月の間、小屋にこもって作曲するようになった。1897年4月にハンブルクを離れるまでの間、シュタインバッハで1896年までに、交響曲第3番のほか、交響曲第1番の改訂、交響曲第2番の完成、歌曲集『少年の魔法の角笛』が手がけられている。
シュタインバッハでのマーラーの生活は規則正しいもので、早朝に起きると午前中は作曲に専念、昼は食事や会話を楽しみ、午後は近くの森や牧場や湖畔を散策、夜は読書と会話に当てられた。夜の読書では、ドストエフスキーやショーペンハウアー、ジャン・パウル、ニーチェなどの思想や小説を読み、ときにニュートンやテオドール・フェヒナーなど自然科学の分野の著作にも手を広げた。
一方、1895年2月6日にマーラーの14歳年下の弟オットーがピストル自殺しており、これによってマーラーは衝撃を受けた。その後作曲された交響曲第3番にこの事件の直接的な影響を見ることはできない。しかし、第2番までに見られる自叙伝的性格や人間の生死の葛藤といったテーマから、これらも包含するような自然賛歌的な内容を第3番は持っており、マーラーの目を自然界に向けさせたきっかけのひとつとして、弟の死があったと見ることも可能である。

### 交響曲第3番の作曲と標題
交響曲第3番は、1895年の夏に第2楽章から第6楽章まで作曲され、翌1896年に第1楽章が書き上げられ完成した。
当初構想されていた第7楽章は、すでに1892年に独立した歌曲として作曲され、初演もされていたが、最終的に第3番には採用されず、のちに交響曲第4番の終楽章として使用されることになる。
マーラーは1896年6月の終わりには第7楽章を削除することを決め、8月6日付けで批評家マルシャルクに宛てた手紙で、「僕の作品が完了した」と述べ、手紙の中に標題を書いている。標題はそれまでにいくつか変遷をたどっているが、このときマーラーが手紙に示した標題が最終的なものと考えられ、次のようなものである。
第一部
- 序奏　「牧神（パン）が目覚める」
- 第1楽章　「夏が行進してくる（バッカスの行進）」

第二部
- 第2楽章　「野原の花々が私に語ること」
- 第3楽章　「森の動物たちが私に語ること」
- 第4楽章　「夜が私に語ること」
- 第5楽章　「天使たちが私に語ること」
- 第6楽章　「愛が私に語ること」

しかし、これらの標題は、後に誤解を受けるとして、マーラー自身の手により破棄されたため楽譜には書かれていない。
指揮者のブルーノ・ワルターは、1894年から1896年までハンブルク歌劇場でマーラーの助手をつとめていたが、1896年の夏マーラーに招かれてシュタインバッハを訪れた。ワルターの回想によれば、このとき、汽船で到着したワルターが険しく聳（そび）えるレンゲベルクの岩山に眼をとめて感嘆していると、迎えにきたマーラーが「もう眺めるに及ばないよ。あれらは全部曲にしてしまったから。」と冗談ぽく語ったという。休暇の終わりには、ワルターは新しい交響曲をマーラーのピアノ演奏で聴いている。

### ウィーン進出へ
このような多忙さもあって、マーラーはウィーンへの進出を図るようになる。1895年から翌1896年の7月、マーラーはバート・イシュルで避暑中のブラームスを訪れ、その知遇を得ようとした。当時のウィーンの楽壇を二分する音楽勢力としてはワーグナー派に属するマーラーであったが、ブラームスからは道徳的立場からの支援をとりつけることに成功した。この交響曲の第1楽章冒頭で、8本のホルン斉奏によって呈示される主題は、ブラームスの交響曲第1番の有名なフィナーレ主題や『大学祝典序曲』との関連が指摘されており、あるいはブラームスへの讃辞などなんらかの意図が含まれていることも考えられるが、真相は不明である。
マーラーの前に立ちはだかったのは、ブラームスではなく、すでに故人となっていたワーグナーであった。ワーグナーが唱えた反ユダヤ主義が、ユダヤ人音楽家であるマーラーのウィーン進出の障害となったのである。マーラーは、ハンブルク歌劇場で親交のあったソプラノ歌手アンナ・フォン・ミルデンブルク（1872 - 1947）の説得もあり、1897年2月23日にユダヤ教からローマ・カトリックへと改宗し、同年5月11日、念願のウィーン宮廷歌劇場の音楽監督の座に就く。

## 初演と楽譜
- 全曲が完成した1896年11月、ベルリンにおいて、アルトゥール・ニキシュが第2楽章を指揮した。
- 翌1897年3月、フェリックス・ワインガルトナーが第2楽章、第3楽章、第6楽章を指揮した。
- 全曲初演は1902年6月9日、ドイツのクレーフェルトで開かれた全ドイツ音楽連盟の音楽祭において、マーラー自身の指揮による。この初演は、リヒャルト・シュトラウスの力添えによるものだという。全曲初演は好評を博し、マーラーは初演の年のうちに、この成功作を4都市で演奏してまわり、翌1903年、アムステルダムでのデビューでも指揮した。初演の前年、1901年11月にマーラーは交響曲第4番を初演していた。また、同年12月にアルマ・マーラーと婚約、1902年3月9日に結婚していた。

### 出版
- 1898年、ウィーンのワインベルガー社から出版。
- 1906年、ウィーンのウニヴェルザール出版社から出版。
- 1910年、ウニヴェルザール出版社から出版。
- 1974年、ウニヴェルザール出版社からエルヴィン・ラッツ校訂による全集版出版。

## 楽器編成
（以下はウニヴェルザール出版社の全集版に基づく）
- フルート4（すべてピッコロに持替え）、オーボエ4（4番はコーラングレに持替え）、クラリネット 3（3番はバスクラリネットに持替え）、小クラリネット 2（2番はクラリネットに持替え）、ファゴット4（4番はコントラファゴットに持替え）
- ホルン8、ポストホルン、トランペット4（第6楽章でコルネットに持替え可）、トロンボーン4、チューバ
- ティンパニ2（各3台ずつ）、大太鼓、小太鼓、軍隊用小太鼓、シンバル付き大太鼓、タンブリン、シンバル、トライアングル、タムタム、グロッケンシュピール、調律された鐘 4ないし6
- ハープ2
- 弦五部：合計88人
- アルト独唱、児童合唱、女声合唱

## 楽曲構成
全6楽章からなるが、経過で述べたようにマーラーは第1楽章を第一部、第2楽章以下を第二部としていた。第1楽章は最後に書かれており、後の楽章、とくに第4楽章、第6楽章とは音楽の素材に直接の関連がある。

### 第1楽章
力強く、決然と （Kräftig. Entschieden.） ニ短調 4/4拍子 拡大されたソナタ形式
演奏に30分以上を要することの多い長大な楽章である。8本のホルンの斉奏で出るのが第1主題。この主題はブラームスの交響曲第1番のフィナーレ主題の進行や、同じくブラームスの『大学祝典序曲』に用いられた学生歌「僕らは立派な学び舎を建てた」と似ている。金管や打楽器に重々しい行進曲のリズムが現れ、低弦の急速に突き上げるような動機やトランペットが半音階的に上昇する動機が加わる。弦のトレモロのなかでホルンが叫びのような第2主題を奏する。興奮が静まると、木管のコラール風な動機に導かれて、オーボエがなめらかな第3主題を出す。この部分が「目ざめるパン（牧神）」に当たると考えられる。ヴァイオリン独奏がつづき、長い休止となる。ここまでが、マーラーが標題に記していた「序奏」に当たる。
再び行進曲のリズムが現れ、トロンボーン独奏が第2主題に基づく自由な変形を叙唱風に奏していく。やがて第3主題に基づいて軽快な行進曲となり、クラリネットが第4主題を示す。第1主題が長調で明るくホルンに現れ、第3主題がつづく。第4主題を経て力を増していき、第1主題に基づいて大きな頂点を作る。この小結尾はフィナーレにも再現する。ハープのグリッサンドも加え、強烈になったところで展開部にはいる。
展開部は、ホルンの第2主題で始まる。低弦の突き上げる動機やトランペット動機で荒涼とした雰囲気になるが、静まると再び叙唱風なトロンボーン独奏が現れ、イングリッシュ・ホルンが受ける。弦のトレモロ、ヴァイオリン独奏につづいてトランペットとホルンが遠くで掛け合うなかで、第1主題、木管のコラール風動機が示される。曲想が和らぎ、ホルン独奏とヴァイオリン独奏が絡み、オーボエ、チェロ独奏と受け継がれて多彩な効果を示す。クラリネットが下降していくと、低弦の小刻みなリズムを繰り返し、次第に高まっていく。呈示部のさまざまな素材が組み合わされ、トロンボーンの第1主題が大きく示されると興奮は頂点に達し、さまざまな各楽器が乱舞のようにカデンツァ風に掛け合いながら楽器を減じ、最後に小太鼓だけが残る。そこにホルンの第1主題が登場し、曲は再現部にはいる。
再現部は、「序奏」部が縮小され、すぐにトロンボーン独奏による叙唱となる。第2主題は明確に再現されない。低弦のリズムから行進曲となり、第4主題、第3主題の順で再現、ホルンで第1主題が出ると、曲は大きく高調していく。やはり小結尾のクライマックスが築かれ、ハープのグリッサンドが出ると、そのまま短いコーダとなり、速度を速めて悦ばしくなり、最後はヘ長調で結ばれる。
演奏時間は約30.5～44分程度。

### 第2楽章
テンポ・ディ・メヌエット きわめて穏やかに （Tempo di Menuetto. Sehr mäßig. Ja nicht eilen!） イ長調 3/4拍子 ABABAのロンド形式
主部は弦のピチカートの上に、オーボエが穏やかな主要主題を出す。中間部は嬰ヘ短調で、3/8拍子から2/4拍子、9/8拍子とリズムが変化する。二回目の中間部はさらにめまぐるしい変化を見せる。主要主題は再現するたびにオーケストレーションが変えられていく。結尾になると、中間部も引用し、最後に弦の高いフラジオレットの和音で終わる。
演奏時間は9～12分程度。

### 第3楽章
コモド・スケルツァンド 急がずに （Comodo. Scherzando. Ohne Hast.） ハ短調 2/4拍子 複合三部形式
主部は、それ自体が三部形式をとる。弦のピチカートに乗って、ピッコロが戯画的でいくぶんもの悲しげな主題を出す。これは『少年の魔法の角笛』から「夏の歌い手交代」（1887年-1890年作曲）の引用である。木管が小鳥のさえずりのような音型を示す。テンポを速めると、ヴァイオリンが新しい動機を出して活気づき、展開風に扱ったのち、主要主題が戻る。やがてトランペットが信号風の動機を示すと、中間部となる。
中間部は、ポストホルンによって長い旋律が歌われる。途中、二度ほど主部の曲調が戻るが、神秘的な森の雰囲気が支配的。ポストホルンの演奏は難しいため、トランペットが弱音器を付けて吹く場合もある。
主部が再現するが、ポストホルンがもう一度回想されると、鳥の声のような動機を各楽器が繰り返して急激に高潮し、変ホ短調の和音で爆発する。金管の厳かな響きからまた力を増していって、その頂点で曲を閉じる。
演奏時間は15～19.5分程度。

### 第4楽章
きわめてゆるやかに、神秘的に 一貫してppp（ピアニッシシモ）で （Sehr langsam. Misterioso. Durchaus ppp.） ニ長調 2/2拍子
アルト独唱がニーチェの『ツァラトゥストラはこう語った』第4部、第19章「酔歌」の第12節「ツァラトゥストラの輪唱」から採られた歌詞を歌う。オーケストラの間奏を挟んで二部構成となっている。
序奏などに現れる動機は第1楽章との関連が深い。弦が静かに消えるようになったところで、次の楽章に切れめなくつづく。
演奏時間は8.5～11分程度。

### 第5楽章
快活なテンポで、大胆な表出で （Lustig im Tempo und keck im Ausdruck.） ヘ長調 4/4拍子で 三部形式
児童合唱が鐘の音を模した「ビム・バム」を繰り返し、アルトと女声合唱が『少年の魔法の角笛』の「3人の天使は歌う」に基づく歌詞を歌う。「ビム・バム」の音型は、第1楽章のコラール風動機が原型である。
中間部分では短調となり、アルトに導かれて、交響曲第4番の終楽章で節を締めくくる重要な楽句が現れる。この楽章ではヴァイオリンは休み、管楽器の響きが主体となる。児童合唱と女声合唱がともに歌う「ビム・バム」で楽章が終わり、次の楽章に休みなくつづく。
演奏時間は3.5～4.5分程度。

### 第6楽章
ゆるやかに、安らぎに満ちて、感情を込めて （Langsam. Ruhevoll. Empfunden.） ニ長調 4/4拍子 変奏曲の要素を持つ自由なロンド形式
Aを主要主題部、Bを副主題、Cを第1楽章小結尾の再現とすると、全体の構造はA-B-C-A-B-C-A-C-A-Coda。
弦楽合奏による美しい主要主題が奏される。次に副主題部となり木管が加わってくる。主要主題が復帰する前に短く第1楽章の小結尾が回想される。この主題も再現されるたびに明確になっていく。やがてヴァイオリンに主要主題が戻ると、木管の新しい対位旋律が伴っている。副主題部の再現はより長く、変奏的になっており、ホルンやヴァイオリン独奏、オーボエなど木管楽器によって情熱的に高まっていき、やはり第1楽章の小結尾の主題が回想される。主要主題を暗示しながらすすみ、さらに第1楽章の小結尾部分が再現し、不協和音による頂点に達する。静寂の中でピッコロに導かれて金管に主要主題の再現となる。ここから曲は次第に力を増していき、エピソード部分の素材も輝かしく変形され、全管弦楽による主要主題の巨大な歩みとなる。その後、壮大なコーダになり、感動的に全曲をしめくくる。
演奏時間は20.5～34分程度。

## 標題の変遷
交響曲第3番において、マーラーが最終的に標題をすべて外してしまった理由としては、当時、標題音楽が「低級なもの」とされる風潮があり、この交響曲も同様に受け取られることを恐れたからだとされている。マーラーは、交響曲第1番や第2番でも標題を部分的に、ときには全体的に用いたことがあるが、この場合、標題に基づいて作曲したというより、聴衆の曲への理解を助ける意図が大きかったと見られる。しかし、第3番では、標題の構想と作曲は平行してすすんでおり、聴衆の理解を助ける意図も含まれていたにせよ、曲の内容がこれらの標題と密接に関わっていることを示している。
この曲がマーラーの「田園交響曲」だとする見解については、マーラーは1896年11月に、友人の音楽評論家リヒャルト・パトカに宛てて、次のように書いている。「私にはいつも奇妙なことと思われるのだが、多くの人たちは、自然について語るとき、ただ花とか小鳥とか松林の風景だけを思い浮かべている。ディオニュソスの神とか偉大な牧神のことを誰も知らない。そこなのだ。標題がある。つまり、どのように私が音楽をつくるかの範例だ。どこでも、そしていつでも、それはただ自然の声なのだ。」

### 全体の標題
マーラーは当初、交響曲全体に「幸福な生活－夏の夜の夢」という標題を与え、その後「悦ばしき知識」、「悦ばしき知識（楽しい学問）－夏の朝の夢」、「夏の真昼の夢」などと変遷している。このなかの「悦ばしき知識」とは、ニーチェの著作にならった標題である。

### 各楽章の標題
各楽章の標題も、交響曲全体の標題とともに変遷が見られ、当初からのものも含めて示せば以下のようになる。
- 第1楽章　「森が私に語ること－岩山が私に語ること－牧神（パン）が目覚める、夏が行進してくる（ディオニュソスの行進）」
- 第2楽章　「草原の花々が私に語ること」
- 第3楽章　「夕暮れが私に語ること－森の獣が私に語ること」
- 第4楽章　「夜が私に語ること－人間が私に語ること」
- 第5楽章　「カッコウが私に語ること－朝の鐘が私に語ること－天使が私に語ること」
- 第6楽章　「愛が私に語ること・父様はぼくの傷口を見てくださる」
- 第7楽章　「子供が私に語ること・天上の生活」

### マーラーの手紙による解題
マーラーが友人レールに宛てた手紙では、「これ（交響曲第3番）はおそらく、これまで僕が作曲したもののうち、最も成熟した、最も独創的なものだ」とし、「この交響曲は、世界がいまだかつて耳にしたことのないようなものだ。そこでは自然界全体が一つの声を得て、人が夢の中で予感することしかできないほどの奥深い秘密を物語るのだ」と述べている。
また、1896年7月にアンナ・フォン・ミルデンブルクに宛てた手紙でも交響曲第3番の第6楽章について触れ、「私はだいたいのところ、この楽章を『愛が私に語ること』と名づけることができると思います。これは、神がただ愛としてのみ把握されうるものなのだという意味からです」。「このようにして、私の作品は、階段的な上昇で発展していく、あらゆる段階を含む音楽的な詩となっているのです。それは、生命のない自然ではじまり、神の愛まで高められていきます」と述べている。

## ニーチェの思想との関連
マーラーが第4楽章で歌詞として用いた『ツァラトゥストラはこう語った』は、フリードリヒ・ニーチェが1883年から1885年にわたって書いた著作で、4部からなり、続篇は構想だけで未完成となった。出版された『ツァラトゥストラ』は、当時の懐疑的な知識人の間に大きな影響をあたえた。
マーラーの交響曲第3番は、『ツァラトゥストラ』から歌詞を引用しているだけでなく、ニーチェの他の著作である『悦ばしき知識』を曲の全体的な標題として考えていること、第1楽章の標題として考えていた「ディオニュソスの行進」のディオニュソスについてもニーチェの思想では重要な意味を持つことなど、交響曲全体がニーチェの思想と深い関連があると考えられる。

### リヒャルト・シュトラウスとの比較
一方、同じく『ツァラトゥストラはこう語った』を原作を元にしてリヒャルト・シュトラウスが同名の交響詩を作曲したのは1896年夏であり、マーラーの交響曲第3番の完成と同じ時期である。リヒャルト・シュトラウスの交響詩では、冒頭、トランペットの動機につづく総奏のあと、ティンパニが4度音程を交互に叩く部分が非常に有名である。また、この交響詩はマーラーが交響曲第3番の第4楽章で用いた「酔歌」の部分に至り、12時の鐘が鳴らされると虚無的な沈黙となって消えていく。これに対して、マーラーも同様に「酔歌」を題材にしつつ、直接にはニーチェを引用していない終楽章の最終場面において、シュトラウス同様のティンパニの4度音程連打を用いて全曲を肯定的に終わらせていることは両者の違いとして際だっている。

## 歌詞（第4楽章・第5楽章）

### 第4楽章
| „Zarathustras Mitternachtslied“ (aus Also sprach Zarathustra von Nietzsche) ALTSOLO： O Mensch! Gib Acht! Was spricht die tiefe Mitternacht? „Ich schlief, ich schlief –, Aus tiefem Traum bin ich erwacht: – Die Welt ist tief, Und tiefer als der Tag gedacht. Tief ist ihr Weh –, Lust – tiefer noch als Herzeleid: Weh spricht: Vergeh! Doch alle Lust will Ewigkeit –, – will tiefe, tiefe Ewigkeit!“ | 「ツァラトゥストゥラの真夜中の歌」 (ニーチェの『ツァラトゥストゥラはこう語った』より) （アルトソロ） おお、人間よ！ 注意して聴け！ 深い真夜中は何を語っているのか？ 「私は眠っていた 深い夢から私は目覚めた 世界は深い 昼間が思っていたよりも深い。 世界の苦悩は深い 快楽−それは心の苦悩よりもさらに深い 苦悩は言った。滅びよ！と だが、すべての快楽は永遠を欲する 深い永遠を欲するのだ！」 |

### 第5楽章
| „Es sungen drei Engel“ (aus Des Knaben Wunderhorn) FRAUEN- UND KNABENCHOR, ALTSOLO: (Bimm bamm!) Es sungen drei Engel einen süßen Gesang, Mit Freuden es selig in dem Himmel klang; Sie jauchzten fröhlich auch dabei, Daß Petrus sei von Sünden frei. Und als der Herr Jesus zu Tische saß, Mit seinen zwölf Jüngern das Abendmahl aß. Da sprach der Herr Jesus; „Was stehst du denn hier? Wenn ich dich anseh', so weinest du mir!“ „Und sollt' ich nicht weinen, du gütiger Gott? Ich hab' übertreten die zehn Gebot; Ich gehe und weine ja bitterlich, Ach komm und erbarme dich über mich!“ „Hast du denn übertreten die zehn Gebot, So fall auf die Knie und bete zu Gott, Liebe nur Gott in alle Zeit, So wirst du erlangen die himmlische Freud'!“ Die himmlische Freud' ist eine selige Stadt; Die himmlische Freud', die kein Ende mehr hat. Die himmlische Freude war Petro Bereit't Durch Jesum und allen zur Seligkeit. | 「3人の天使は歌う」 （「少年の魔法の角笛」より） 女性・少年合唱、 アルトソロ （ビム・バム！） 3人の天使が美しい歌をうたい、 その声は幸福に満ちて天上に響き渡り、 天使たちは愉しげに歓喜して、叫んだ。 「ペテロの罪は晴れました！」と。 主イエスは食卓にお着きになり、 12人の弟子たちと共に晩餐をおとりになったが、 主イエスは言われた「お前はどうしてここにいるのか？ 私がお前を見つめていると、お前は私のために泣いている！」 「心広き神よ！私は泣いてはいけないのでしょうか？ 私は十戒を踏みにじってしまったのです。 私は去り、激しく泣きたいのです、 どうか来て、私をお憐れみください！」 「お前が十戒を破ったというなら、 跪（ひざまず）いて神に祈りなさい、 いつも、ひたすら神を愛しなさい、 そうすればお前も天国の喜びを得よう！」 天国の喜びは幸福の街である。 天国の喜びは、終わることがない 天国の喜びがイエスを通して、 ペテロにも、すべての人にも幸福への道として与えられた。 |